# Theodulf van Orléans
Theodulf van Orléans (circa 750-760 in Spanje - 821 te Angers) was als theoloog, dichter en kenner van de klassieke oudheid verbonden aan de wetenschappelijke kring die Karel de Grote om zich had gevormd.

## Visigoot
Theodulf was geboren in Visigotisch Spanje en was van Visigotische afkomst. Hij ontvluchtte met zijn familie zijn geboorteland toen het door de Moren bezet werd en vestigde zich in Septimania, wat 200 jaren eerder Gotisch Gallië was. Bij het Zuid-Franse Maguelone trad hij in een klooster in. Omstreeks 786 maakte hij een reis naar Rome, die hem na terugkomst inspireerde om brieven te schrijven naar vele bisschoppen en abten in het Frankische Rijk om hen te bewegen scholen te stichten.

## Adviseur van Karel de Grote
Karel de Grote ontdekte Theodulfs geschriften tijdens een doortocht in Italië en onderkende snel Theodulfs belang voor zijn rijk. Theodulf sloot zich aan het Karolingische hof aan bij een groep van clerici, zoals Einhart, Alcuinus en Paulus Diaconus. Hij combineerde intellectueel de Romeinse Oudheid met christelijke inhoud. Hij werkte onder meer aan het herschrijven van de Latijnse bijbel Vulgata, schreef theologische werken over de Drie-eenheid en over de liturgie van het doopsel, genoemd de ordine baptismi. Dit laatste kon Karel de Grote goed gebruiken in zijn kerstening van de Saksen. Hij schreef de processiehymne van Palmzondag Gloria Laus et Honor, wat nog eeuwen lang in de Roomse liturgie meeging. Hij stimuleerde het onderwijs, wat ook de politiek was van Karel de Grote. Hij schreef 70 gedichten in het Latijn over religieuze en profane onderwerpen. Profane gedichten handelden bijvoorbeeld over de schoonheid van de natuur in ware renaissancestijl, of over 'oude wijn in nieuwe zakken', een bijbels begrip in satirische vorm geschreven. Typisch voor zijn poëzie was de afwisseling van een vers met dactylische hexameter met een vers met dactylische pentameter. Theodulf werd spoedig naast Alcuin een van Karels belangrijkste theologen en speelde een belangrijke rol in de door Karel gewenste vernieuwing van de kerk. Theodulf wordt mede-auteur genoemd van de 'Libri Carolini, ook wel genoemd opus Caroli regis contra synodum, een bundeling van theologische geschriften. In deze werken schreeft hij Karels antwoord op het tweede Concilie van Nycea (787) waarin hij de verering van iconen afwees, en dus inging tegen de Byzantijnse goedkeuring hiervan. Hij was betrokken bij de herziening van een aantal vertaalde teksten, en was ook in staat direct uit het Grieks en het Hebreeuws te vertalen. Zijn geschrift om vrouwen op afstand te houden van het altaar, wordt vandaag afgekeurd.

## Bisschop-abt

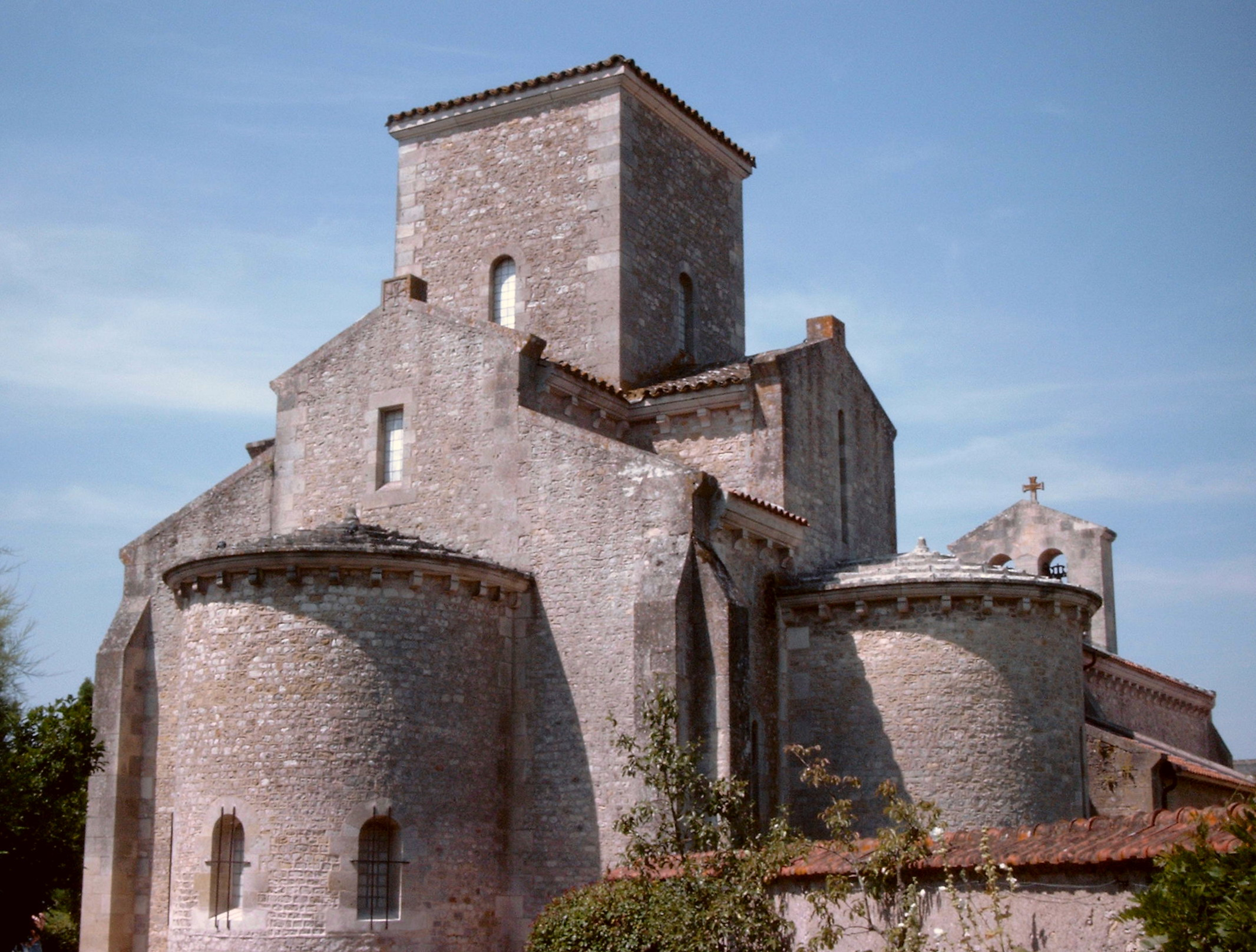
De kerk van Germigny die Theodulf van Orléans liet bouwen

Theodulf werd in 798 benoemd tot bisschop van Orléans, alsook tot abt van meerdere abdijen waaronder de abdij van Fleury te Saint-Benoît-sur-Loire. In en buiten zijn diocees stichtte hij vele scholen. Hij gehoorzaamde aan Karel de Grote door als missus dominicus in het zuiden van Frankrijk te werken voor gerechtelijke opdrachten, en dit tezamen met Leidrade, de aartsbisschop van Lyon. Leidrade maakte een veel langere reis, tot in Spanje, doch Theodulf keerde terug naar zijn bisdom. Hij vestigde zich in een Galloromeinse villa in Germigny-des-Prés nabij Orléans en liet een paleis bouwen. Het paleis werd minder dan een eeuw later door de Vikingen verwoest, maar de kerk, die in 806 gebouwd zou zijn volgens een ontwerp van de van oorsprong Armeense architect Odo van Metz, is nog grotendeels intact. De kerk van Germigny is een van de weinige nog bestaande kerken in Karolingische stijl. In 800 was bisschop Theodulf aanwezig bij de keizerskroning van Karel de Grote in Rome.

## Ballingschap
Na de dood van zijn beschermheer Karel de Grote werd Theodulf met vele anderen in 818 door diens opvolger Lodewijk de Vrome beschuldigd van samenzwering met de opstandige Karolinger Bernhard van Italië. Theodulf schreeuwde zijn onschuld uit. Theodulf werd afgezet als bisschop en uit al zijn ambten ontzet. Hij werd verbannen naar een klooster in Angers. Na zijn vrijlating wilde hij terugkeren naar Orléans om zijn ambten weer op zich te nemen, maar hij overleed tijdens de terugreis als gevolg van vergiftiging op 18 januari 821.
Theodulf werd begraven in Angers. Hij is heilig verklaard.